# Български латентен вирус
Лозов латентен български вирус (на английски: Grapevine Bulgarian latent virus) e патогенен вирус по растенията, от семейство Secoviridae. В България болестта е установена при сортовете Болгар, Каберне Совиньон, Кардинал, Перл дьо Ксаба, Ркацители и Широка мелнишка лоза в районите на Ахтопол, Петрич, Плевен, Пловдив и Поморие.

## Симптоматика
Заразените лози са със слаб растеж. Листата се развиват бавно, жълтеят и се завиват. Наблюдава се слабо развитие и скъсяване на леторастите. Реси почти не се образуват. Симптомите се проявяват през пролетта. При по-късно заразените лози симптомите са скрити през летния период. При различни сортове лози се наблюдава различно проявление на болестните признаци.

## Инфекциозен агент
Вирусът спада към групата на неповирусите. Вирионите са изометрични с диаметър 30 nm. За диагностични цели се използват плевелните видове Chenopodium globosa, C. quinoa и Nicotiana clevelandii. В САЩ от лоза е изолиран щам на вирус, близък на лозовия латентен вирус (Uyemoto, 1978).
Допуска се, че лозовият български латентен вирус се пренася чрез нематоди от род Longidorus.